# Michael Fallon

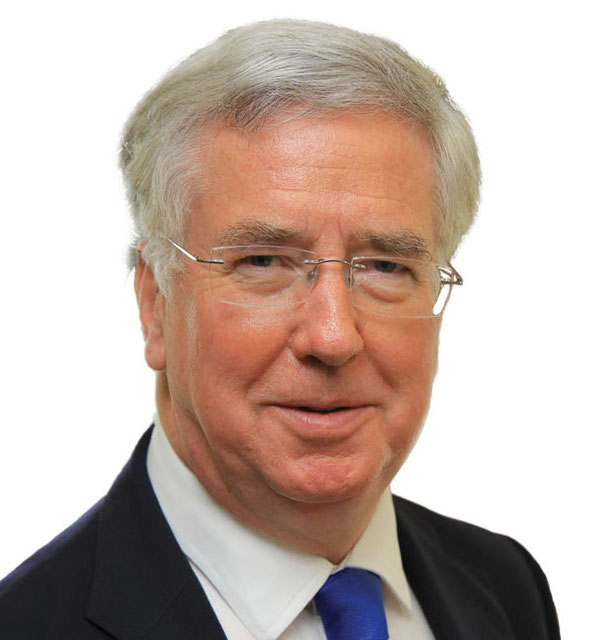
Michael Fallon (2014)

Sir Michael Cathel Fallon MP, KCB (* 14. Mai 1952 in  Perth, Schottland) ist ein britischer Politiker der Conservative Party. Er war von Juli 2014 bis November 2017 Verteidigungsminister des Vereinigten Königreiches.

## Leben

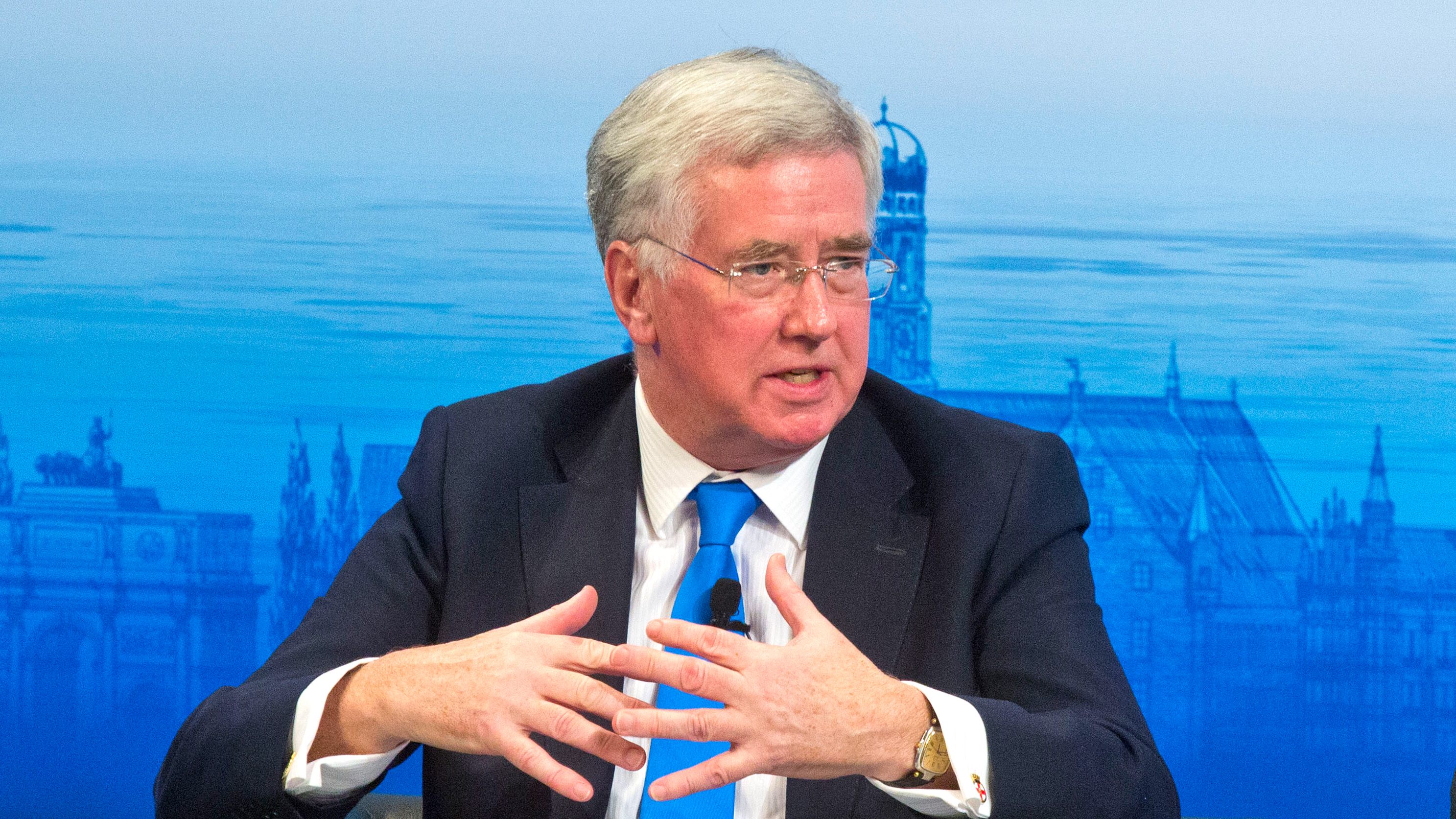
Fallon während der 52. MSC 2016

Fallon wurde 1952 als Sohn des Chirurgen Martin Fallon geboren. Er besuchte die Craigflower School in Dunfermline und das Epsom College in Surrey. Dann studierte er an der University of St Andrews Klassische Altertumswissenschaft und Alte Geschichte und schloss das Studium 1974 mit einem Master ab.
Schon als Student war Fallon bei der Europäischen Bewegung International aktiv und setzte sich für einen Beitritt des Vereinigten Königreichs zur Europäischen Gemeinschaft ein. Nach seinem Studium arbeitete Fallon bis 1977 für Peter Carington im House of Lords und dann bis 1979 als Referent bei der EG. 1979 wurde er Referent der Europa-Abgeordneten Diana Elles.
Im Juli 1982 wählte man ihn zum Kandidaten der Konservativen Partei für die Nachwahlen zum House of Commons im Wahlbezirk Darlington, nachdem der Abgeordnete der Labour-Partei gestorben war. Fallon verlor die Wahl gegen Oswald O’Brien, konnte aber nur wenige Monate später im Juni 1983 bei den Parlamentswahlen den Sitz für Darlington erringen. 1992 verlor er seinen Abgeordnetensitz, konnte aber 1997 einen Sitz im Wahlbezirk Sevenoaks gewinnen und zog erneut in das Unterhaus ein.
Fallon wurde 1987 zum Parlamentarischen Staatssekretär des Energieministers Cecil Parkinson und 1988 unter Margaret Thatcher zum Assistant Whip. 1990 berief man ihn zum Parlamentarischen Sekretär im Schatzamt. 1990 berief ihn Thatcher zum Parlamentarischen Staatssekretär für das Ministerium für Bildung und Wissenschaft.
Während seiner Zeit außerhalb des Parlaments war er von 1992 bis 1997 CEO der Firma  Just Learning, die er mitgegründet hatte.
Nach seiner erneuten Wahl in das britische Unterhaus wurde Fallon 1997 Sprecher der Opposition für Handel und Industrie und dann Financial Secretary to the Treasury. Als er 1998 erkrankte, zog er sich von dieser Position zurück und blieb einfacher Abgeordneter, bis er stellvertretender Vorsitzender der Conservative Party wurde.
Ab 1999 war er Mitglied des Ausschusses, der das britische Finanzministerium HM Treasury überwacht und war von 2001 bis 2010 Vorsitzender des Unterausschusses. Im September 2012 wurde er Mitglied des Privy Council, und zum Minister für Handel und Unternehmen. 2013 übernahm er zusätzlich das Ministerium für Energie.
Im Januar 2014 wurde Fallon zum neu geschaffenen Minister for Portsmouth. Am 15. Juli 2014 berief Cameron ihn zum Verteidigungsminister. Fallon behielt dieses Amt auch im ersten und zweiten Regierungskabinett von Camerons Nachfolgerin Theresa May. Im Rahmen der Resignation Honours des ehemaligen Premierministers Cameron wurde Fallon zum Knight Commander of the Order of the Bath ernannt.

## Kontroverse um den Rücktritt vom Ministeramt
Im Oktober 2017 wurden Berichte über sexuelle Belästigung und sexuellen Missbrauch durch britische Politiker veröffentlicht. In diesem Zusammenhang wurde Fallon vorgeworfen, 2002 die Journalistin Julia Hartley-Brewer am Rande eines Parteitages belästigt zu haben, indem er wiederholt seine Hand auf ihr Knie gelegt habe. Fallon bestätigte den Vorwurf und erklärte, sich direkt nach dem Vorfall bei Hartley-Brewer entschuldigt zu haben. Dessen ungeachtet reichte er am 1. November 2017 seinen Rücktritt als Verteidigungsminister ein. Er habe nicht die hohen Standards erfüllt, die sonst an die Streitkräfte angelegt werden. Die betroffene Journalistin äußerte sich erstaunt bis belustigt und veröffentlichte ein Foto ihres Knies mit der Unterschrift, das es „immer noch intakt“ sei. Sie finde es „bizarr“, dass sie wegen dieses Vorfalls vor 15 Jahren plötzlich auf den Titelseiten der Zeitungen lande. Sie bestritt, dass es ein sexueller Missbrauch oder ein Machtmissbrauch gewesen sei, nannte die ganze Aufregung eine „Hexenjagd in Westminster“ und äußerte die Vermutung, Fallon sei in Wirklichkeit aus anderen Gründen zurückgetreten. Zwei Tage später wurde bekannt, dass sich Fallons Kabinettskollegin Andrea Leadsom kurz vor seinem Rücktritt bei Premierministerin May über ihn beschwert hatte, nachdem er Leadsom gegenüber anzügliche Bemerkungen gemacht hatte.
Gavin Williamson wurde am 2. November 2017 zum neuen Verteidigungsminister ernannt.